# توم كرادوك
توم كرادوك (بالإنجليزية: Tom Craddock)‏، من مواليد 14 أكتوبر 1986 في دارلينغتون في إنجلترا، لاعب كرة قدم إنجليزي.
بدأ مسيرته الكروية مع نادي ميدلزبره في عام 2005، وهو يلعب معهم حتى الآن، وفي عام 2006 أعير إلى نادي وركسهام، ولعب معهم مباراة واحدة وسجل هدف واحد.

## روابط خارجية
- توم كرادوك على موقع قاعدة بيانات كرة القدم.إي يو (الإنجليزية)
- توم كرادوك على موقع Soccerbase.com (لاعب) (الإنجليزية)
- توم كرادوك على موقع Soccerway.com (الإنجليزية)
- توم كرادوك على موقع عالم كرة القدم.نت (الإنجليزية)